# Ashbyia lovensis
El eptianuro de Ashby (Ashbyia lovensis) es una especie de ave paseriforme de la familia Meliphagidae endémica del interior de Australia. Es la única especie del género Ashbyia. Anteriormente se clasificaba en la familia Ephthianuridae.